# TV 21
TV 21 var en kabel-TV-kanal i Sverige som sände åren 1993-2000. 
Kanalen var baserad i Göteborg och tillhörde TV 21 Spelkanalen AB som ägdes till 75 procent av TM Filmkanalen AB (som tillhör TV Plus AB) och till 25 procent av Eklundgruppen, som också producerade programmet Bingolotto. Namnet torde syfta på kortspelet Tjugoett, eftersom TV 21 lanserades som en spelkanal. Kanalen sände aldrig via satellit utan enbart via Com Hem och Stjärn-TV:s kabelnät.
Under stora delar av dygnet sändes olika typer av interaktiva spel på kanalen. Dessutom visade kanalen gamla svartvita svenska långfilmer. Topplistor med dansbandsvideor sändes också ofta.

## Kända program på TV 21
- Tittartoppen - Dansbandstopplista med Christina Nilsson som programledare.
- Dansbandsdags - Dansbanden som medverkade i Bingolotto fick en halvtimme i TV 21 där de spelade sina låtar och presenterade sig själva. Nytt band varje vecka.
- Sverigespelet - Frågeprogram med Lennart Hoa-Hoa Dahlgren som programledare. Över Skåne sändes även en lokal version av programmet med Gunnar Bernstrup som programledare. [källa behövs]
- Dansband i nonstop - Dansbandsprogram inspelat i Malmö med lite mindre kända dansband som spelade till playback i en studio. Det gavs även ut en del cd-skivor med samma namn som innehöll musik från programmet.
- Miniatyr - Persiskt TV-program som idag fortfarande sänds på digitalkanalen Kanal Global.
- Bingolotto - En version av Bingolotto som enbart sände över Göteborgsversionen av TV 21.
- I galen tunna - Humorprogram med den göteborgska komikergruppen Stuber Kluns.